# Постоянна иконна изложба „Банска художествена школа“
Постоянната иконна изложба „Банска художествена школа“ е музей в град Банско, България.
Изложбата е разположена в най-старата и запазена сграда в Банско, датираща от 1749 г., запазена в автентичния си вид и до днес и обявена за паметник на културата. В миналото е била женски метох на Хилендарския, а по-късно на Рилския манастир.
Изложбата се помещава в 6 зали и включва оригинални икони, рисувани от представители на Банската иконописна школа. Сред тях са основоположникът на школата Тома Вишанов, синът му Димитър и внукът му Симеон.